# Hitomi Nakahara
Hitomi Nakahara –en japonés, 中原 ひとみ, Nakahara Hitomi– es una deportista japonesa que compitió en judo. Ganó una medalla de bronce en el Campeonato Mundial de Judo de 1982 y una medalla de plata en el Campeonato Asiático de Judo de 1985.

## Palmarés internacional
| Campeonato Mundial  | Campeonato Mundial | Campeonato Mundial | Campeonato Mundial |
| Año                 | Lugar              | Medalla            | Categoría          |
| ------------------- | ------------------ | ------------------ | ------------------ |
| 1982                | París (Francia)    | Medalla de bronce  | –48 kg             |
| Campeonato Asiático |                    |                    |                    |
| Año                 | Lugar              | Medalla            | Categoría          |
| 1985                | Tokio (Japón)      | Medalla de plata   | –48 kg             |